# Genouillé, Vienne
Genouillé är en kommun i departementet Vienne i regionen Nouvelle-Aquitaine i västra Frankrike. Kommunen ligger i kantonen Charroux som tillhör arrondissementet Montmorillon. År 2022 hade Genouillé 493 invånare.

## Befolkningsutveckling
Antalet invånare i kommunen Genouillé
| Referens: INSEE |